# Новороссийка (Кормиловский район)
Новоросси́йка — деревня в Кормиловском районе Омской области России. Входит в состав Некрасовского сельского поселения.

## История
Основана в 1894 году. В 1928 году деревня Ново-Российка состояла из 171 хозяйства, основное население — украинцы. В административном отношении являлась центром Ново-Российского сельсовета Корниловского района Омского округа Сибирского края.

## Население
| 2010 |
| ---- |
| 146  |

## Улицы
- ул. Гагарина,
- ул. Лесная,
- ул. Южная.